# Березовка (Увинский район)
Березовка — деревня в Увинском районе Удмуртии, входит в Нылгинское сельское поселение. Находится в 29 км к юго-востоку от посёлка Ува и в 47 км к западу от Ижевска.